# Peřejníkovití

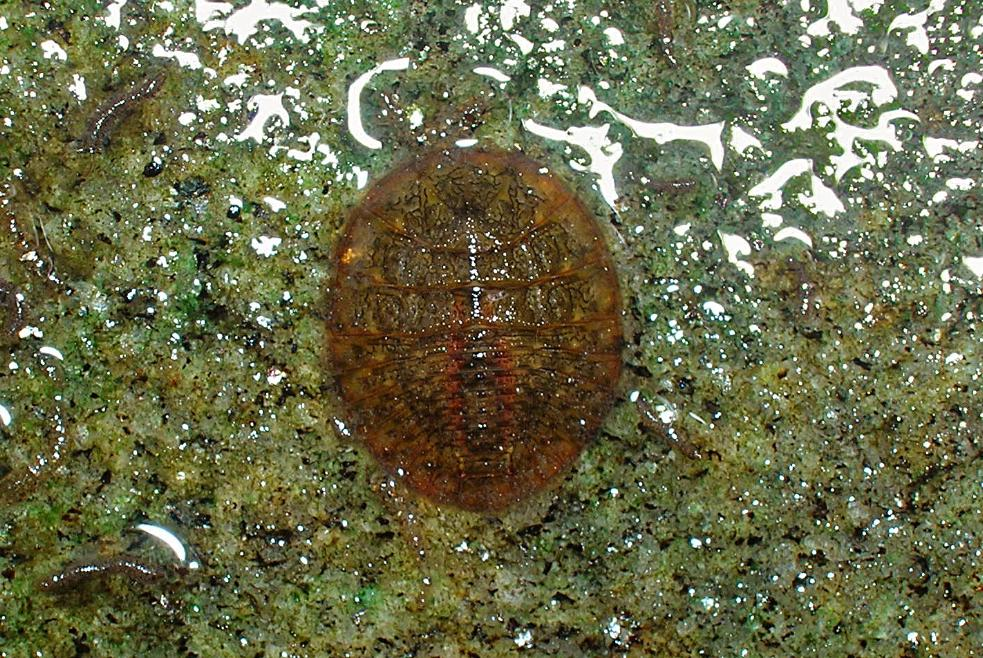
Water penny - larva

Peřejníkovití (Psephenidae) je čeleď vodních brouků v anglicky mluvících zemích známých jako Water-penny beetles, protože jejich larvy žijící ve vodě svým vzhledem připomínají minci „penny“.

## Biologie
Larvy se živí řasami, výkaly a larvami jiných vodních živočichů. Jejich přítomnost v tekoucích vodách je indikátorem čistoty vody, protože patří do kategorie nejcitlivějších organizmů. Nemohou žít v prostředí kde je skalnaté podloží pokryto slabou vrstvou řas, hub nebo anorganických sedimentů, proto jejich přítomnost, společně s některými rostlinami, signalizuje dobrou kvalitní vodu. Brouci jsou od 3 do 10 cm dlouzí, larvy jsou tvaru oválného až téměř kruhového a všeobecně mají měděnou barvu, což vysvětluje jak tento brouk přišel ke obecnému anglickému jménu „Water Penny“. Larvy brouka žijící ve vodě získávají kyslík přes membránu a opeřené žebrování na zadečku (abdomenu). Typicky jsou nalézáni v peřejích a bystřinách, přitisknuti pod kameny.
Dospělí brouci jsou terestriálními (suchozemskými) živočichy.

## Taxonomie
- čeleď Psephenidae – peřejníkovití
  - podčeleď Eubriinae  Lacordaire, 1857
    - rod Eubria Germar, 1818
      - Eubria palustris Germar, 1818

    - rod Sclerocyphon Blackburn, 1892
      - Sclerocyphon aquaticus Lea, 1919
      - Sclerocyphon aquilonius J.A. Davis, 1986
      - Sclerocyphon basicollis Lea, 1895
      - Sclerocyphon collaris (Fabricius, 1775)
      - Sclerocyphon fuscus Bertrand & Watts, 1965
      - Sclerocyphon lacustris J.A. Davis, 1986
      - Sclerocyphon maculatus Blackburn, 1892
      - Sclerocyphon minimus J.A. Davis, 1986
      - Sclerocyphon nitidus J.A. Davis, 1986
      - Sclerocyphon secretus J.A. Smith, 1981
      - Sclerocyphon serratus Lea, 1895
      - Sclerocyphon striatus Lea, 1895
      - Sclerocyphon zwicki J.A. Davis, 1986

  - podčeleď Psepheninae  Lacordaire, 1854
    - rod Micreubrianax Pic, 1922
      - Micreubrianax bellus Jeng and Jäch, 2006
      - Micreubrianax flabellicornis (Pic, 1922)
      - Micreubrianax nepalensis Jeng and Yang, 2006
      - Micreubrianax siamensis Jeng and Yang, 2006

    - rod Psephenus – peřejník
      - Psephenus herricki – peřejník niagarský